# Mbuun-Schwert
Das Mbuun-Schwert ist ein afrikanisches Schwert. Es wird von den Mbuun und den Pende im südwestlichen Teil der Demokratischen Republik Kongo verwendet.

## Beschreibung
Das Mbuun-Schwert hat eine gerade, breite, zweischneidige Klinge. Die Klinge verläuft vom Griffstück bis vor den Ort gleich breit; dann weitet sie sich rautenförmig. Das Griffstück besteht aus Holz und ist oft anthropomorphisch geformt und mit Messing beschlagen. Die Scheide besteht aus Leder mit charakteristischen am Ende baumelnden Lederstreifen.